# Sistema de pontos corridos
O sistema de pontos corridos ou sistema de liga é um formato de competições esportivas em que todos os participantes disputam posições em uma mesma tabela de pontuação. É comumente utilizado na maioria das ligas nacionais de futebol ao redor do mundo, daí o nome "de liga". Na maioria dos casos, a pontuação dada é de três pontos em caso de vitória, um ponto em caso de empate e nenhum em caso de derrota, porém isso pode variar dependendo dos organizadores das competições.
Pode ser utilizado junto ao formato de todos contra todos, com determinada quantidade de turnos, ou de forma em que os participantes não precisem enfrentar todos os outros necessariamente, como ocorre na Liga dos Campeões da UEFA, por exemplo. Geralmente, o vencedor é aquele que termina com a maior quantidade de pontos no final de todas as rodadas, havendo critérios de desempate específicos para cada competição caso mais de um participante termine com a maior pontuação. No entanto, pode acontecer desse sistema ser usado apenas para classificar certo número de participantes para uma próxima fase da competição ou uma nova competição. O sistema de pontos corridos usualmente está conectado ao sistema de promoção e rebaixamento, no qual os participantes que terminarem com as piores pontuações são transferidos para um torneio de nível inferior em troca de novos participantes promovidos desse outro torneio.
O sistema de pontos corridos é considerado por muitos especialistas como um dos mais justos para se determinar um campeão, em contraste com diversas opiniões que consideram ele mais previsível e menos emocionante em comparação com o sistema eliminatório, por exemplo.